# Jeleckij
Jeleckij – osiedle typu miejskiego w Rosji, w Republice Komi. W 2010 roku liczyło 631 mieszkańców.